# Na Honculi
Na Honculi je „odpočívka“ (zastavení, posezení, piknikové místo) u mostu přes řeku Odru (v blízkosti Polanky nad Odrou). Odpočívka se nachází na cyklostezkách a turistické stezce na katastru obce Stará Bělá v Ostravě v Moravskoslezském kraji.

## Další informace
Místo je také hojně využíváno k inline bruslení, nabízí parkoviště pro automobily a v sezóně také občerstvení. Je východištěm pro návštěvu Chráněné krajinné oblasti Poodří, národní přírodní rezervace Polanská niva a Polanských rybníků. Renovace hojně navštěvované lokality byla podpořena z městských zdrojů za účelem posílení významu turistiky a volnočasového pohybu a eliminace divokých ohnišť v okolí. Na místě je také rozcestník stezek a informační tabule.
Místo má název podle hospody Honcula u mostu přes Odru, po kterém se honil dobytek na louky za Odrou.